# Zemský okres Aichach-Friedberg
Zemský okres Aichach-Friedberg (německy Landkreis Aichach-Friedberg) je německý zemský okres ležící ve vládním obvodu Švábsko. Jeho správním centrem je měst Aichach. Sousedními zemskými okresy jsou: na severu zemský okres Neuburg-Schrobenhausen, na severovýchodě zemský okres Pfaffenhofen an der Ilm, na východě zemský okres Dachau a zemský okres Fürstenfeldbruck, na jihu zemský okres Landsberg am Lech, na západě město Augsburg a zemský okres Augsburg a na severozápadě zemský okres Dunaj-Ries.

## Historie
Archeologické nálezy dokazují, že kraj je osídlen nejméně 10 tisíc let. Časté nálezy zbraní naznačují, že zde často docházelo k bojům.
Za římských časů byl okres hlavně „dvorkem“ pro Augustu Vindelicorum, hlavní město provincie Raetie. Především zde byly k nalezení zemědělské usedlosti, které zásobovaly město, a několik předměstských vil bohatých měšťanů.
S koncem římského panství v Raetii na přelomu 5. a 6. století osídlili zdejší oblast Alamani a Bavoři. První písemná zmínka o obci v kraji je z roku 782, kdy je zmíněn Adelzhausen jako Adalhemelshusir.
V roce 1124 přemístil hrabě Ota V. ze Scheyernu rodové sídlo z hradu Scheyern u Dachau do Wittelsbachu u Aichachu. Jeho rod, od té doby známý jako Wittelsbachové, získal roku 1180 titul bavorských vévodů a vládl kraji (a Bavorsku) až do roku 1918. Samotný hrad byl roku 1209 zcela srovnán se zemí a jediným pozůstatkem původní zástavby je památní kámen. Roku 1264 byl vystavěn hrad Friedberg, který měl zabezpečit přechod řeky Lech. Ani tato stavba se nedochovala, neboť v 16. století vyhořela.
Díky své poloze u hranic tvořených řekou Lech a díky blízkosti svobodného říšského města Augsburgu byl dnešní okres častým dějištěm prudkých bojů, tak jako např. v roce 1420, za třicetileté války nebo v 18. století během válek dědictví rakouské a o dědictví bavorské či za francouzských revolučních a napoleonských válek.
Území dnešního zemského okresu bylo nejprve rozděleno mezi okresní soudy Aichach, Friedberg a Mering. Po sloučení okresů Friedberg a Mering v roce 1799 a správní reformě na počátku 19. století patřil Friedberg od roku 1817 k okresu Isar a Aichach se sousedním Rainem k okresu Oberdonau. V roce 1837 byla tato města přiřazena k Hornímu Bavorsku a roku 1862 byli Aichach a Rain sloučeni pod okresní úřad v Aichachu, přičemž z okresního soudu Friedberg vznikl stejnojmenný okresní úřad. Roku 1880 byl soudní obvod Rain odtržen od Aichachu a přičleněn pod okresní úřad Neuburg an der Donau.
V roce 1939 bylo provedeno přejmenování bavorských okresních úřadů na zemské okresy. Zemský okres Friedberg byl roku 1944 přidělen k vládnímu obvodu Švábsko. Roku 1972 se i převážná většina zemského okresu Aichach stala součástí Švábska, kde byla sloučena se zemským okresem Friedberg a jednotlivými obcemi sousedících zeských okresů do provizorního zemského okresu Augsburg-Ost. O rok později se okresní sjezd usnesl na přeložení zemského úřadu do Aichachu a dal tomuto zemskému okresu jeho dnešní název zemský okres Aichach-Friedberg.

## Města a obce
V závorce obyvatelstvo k 31. prosinci 2012.
| Města 1. Aichach (20 354) 2. Friedberg (28 731) Městysy 1. Aindling (4302) 2. Inchenhofen (2538) 3. Kühbach (4046) 4. Mering (13 505) 5. Pöttmes (6268) Správní obce 1. Aindling (městys Aindling a obce Petersdorf a Todtenweis) 2. Dasing (obce Adelzhausen, Dasing, Eurasburg, Obergriesbach a Sielenbach) 3. Kühbach (městys Kühbach a obec Schiltberg) 4. Mering (městys Mering a obce Schmiechen a Steindorf) 5. Pöttmes (městys Pöttmes a obec Baar) | Obce 1. Adelzhausen (1589) 2. Affing (5242) 3. Baar (1130) 4. Dasing (5432) 5. Eurasburg (1645) 6. Hollenbach (2314) 7. Kissing (11 132) 8. Merching (3076) 9. Obergriesbach (1969) 10. Petersdorf (1656) 11. Rehling (2425) 12. Ried (2974) 13. Schiltberg (1872) 14. Schmiechen (1228) 15. Sielenbach (1572) 16. Steindorf (910) 17. Todtenweis (1340) |